# U-633
| U-633                      | U-633                                                          | U-633                                                          |
| -------------------------- | -------------------------------------------------------------- | -------------------------------------------------------------- |
|                            |                                                                |                                                                |
|                            |                                                                |                                                                |
|                            |                                                                |                                                                |
| Під прапором               | Третій рейх                                                    | Третій рейх                                                    |
| Спуск на воду              | 10 червня 1942 року                                            | 10 червня 1942 року                                            |
| Виведений зі складу флоту  | 8 березня 1943 року                                            | 8 березня 1943 року                                            |
| Сучасний статус            | затоплений                                                     | затоплений                                                     |
| Проєкт                     |                                                                |                                                                |
| Тип ПЧ                     | Торпедний ДПЧ                                                  | Торпедний ДПЧ                                                  |
| Основні характеристики     |                                                                |                                                                |
| Швидкість (надводна)       | 17,7 вузлів                                                    | 17,7 вузлів                                                    |
| Швидкість (підводна)       | 7,6 вузлів                                                     | 7,6 вузлів                                                     |
| Робоча глибина занурення   | 100 м                                                          | 100 м                                                          |
| Гранична глибина занурення | 220 м                                                          | 220 м                                                          |
| Екіпаж                     | 44 осіб                                                        | 44 осіб                                                        |
| Розміри                    |                                                                |                                                                |
| Довжина найбільша (по КВЛ) | 67,1 м                                                         | 67,1 м                                                         |
| Ширина корпусу найб.       | 6,2 м                                                          | 6,2 м                                                          |
| Висота                     | 9,6 м                                                          | 9,6 м                                                          |
| Середня осадка (по КВЛ)    | 4,70 м                                                         | 4,70 м                                                         |
| Водотоннажність надводна   | 769 т                                                          | 769 т                                                          |
| Озброєння                  |                                                                |                                                                |
| Артилерія                  | одна палубна гармата калібру 88-мм, одна 20-мм зенітна гармата | одна палубна гармата калібру 88-мм, одна 20-мм зенітна гармата |
| Торпедно- мінне озброєння  | 4 носових і один кормовий ТА. 14 торпед або 26 мін             | 4 носових і один кормовий ТА. 14 торпед або 26 мін             |

U-633 — німецький підводний човен типу VIIC, часів  Другої світової війни.
Замовлення на будівництво човна було віддане 15 серпня 1940 року. Човен був закладений на верфі суднобудівної компанії «Blohm + Voss» у Гамбурзі 22 вересня 1941 року під будівельним номером 609, спущений на воду 10 червня 1942 року, 30 липня 1942 року увійшов до складу 5-ї флотилії. Також за час служби перебував у складі 9-ї флотилії. Єдиним командиром човна був оберлейтенант-цур-зее Бернгард Мюллер.
Човен зробив 1 бойовий похід, у якому потопив 1 судно.
Потоплений 8 березня 1943 року у Північній Атлантиці південно-західніше Ісландії (58°21′ пн. ш. 31°00′ зх. д. / 58.350° пн. ш. 31.000° зх. д.) глибинними бомбами катера берегової охорони США Спенсер. Всі 43 члени екіпажу загинули.

## Потоплені та пошкоджені кораблі[3]
| Назва | Тип           | Належність      | Дата           | Тоннаж (БРТ) | Вантаж                                | Статус    | Місце                                                       |
| Guido | торгове судно | Велика Британія | 8 березня 1943 | 3 921        | 4 242 т цукру та 24 т бавовни і пошти | потоплено | 58°08′ пн. ш. 32°20′ зх. д. / 58.133° пн. ш. 32.333° зх. д. |